# Pic del Rosselló
El Pic del Rosselló és una muntanya de 1.313,7 metres d'altitud del terme de la comuna de Mosset, de la comarca del Conflent, a la Catalunya del Nord.
És a la zona nord-est del terme de Mosset, molt a prop del triterme amb Molig, també del Conflent, i Sornià, de la comarca occitana de la Fenolleda.
El Pic del Rosselló és escenari freqüent d'excursions a la zona dels pirineus conflentins.